# Kittelbach (Röllbach)
Der Kittelbach ist ein etwa 1,5 Kilometer langer rechter und südöstlicher Zufluss des Röllbaches.

## Geographie

### Verlauf
Der Kittelbach entspringt im Hintertaunus, in der Nähe von Usingen, östlich vom Binzel-Berg, in einem Waldgelände. Er fließt zunächst in nordwestlicher Richtung am Binzel-Berg vorbei. Kurz darauf wechselt er vom Wald in ein Wiesengelände, um schließlich südlich von Röllbachhof in den  Röllbach zu münden.

### Flusssystem Usa
- Fließgewässer im Flusssystem Usa